# Perilampidea
Perilampidea is een geslacht van vliesvleugeligen uit de familie Pteromalidae. De wetenschappelijke naam van dit geslacht is voor het eerst geldig gepubliceerd in 1913 door Crawford.

## Soorten
Het geslacht Perilampidea omvat de volgende soorten:
- Perilampidea larium Wolcott, 1924
- Perilampidea syrphi Crawford, 1913